# Leitenbach
Leitenbach este o arie protejată (arie specială de conservare — SAC, sit de importanță comunitară — SCI) din Austria întinsă pe o suprafață de 110,69 ha, integral pe uscat.

## Localizare
Centrul sitului Leitenbach este situat la coordonatele 48°21′45″N 13°49′38″E / 48.3624°N 13.8272°E.

## Înființare
Situl Leitenbach a fost declarat sit de importanță comunitară în noiembrie 2014 pentru a proteja 11 specii de animale. Situl a fost protejat și ca arie specială de conservare în iulie 2020.

## Biodiversitate
Situată în ecoregiunea continentală, aria protejată conține 4 habitate naturale: Cursuri de apă de la nivel de câmpie la nivel montan, cu vegetație Ranunculion fluitantis și Callitricho-Batrachion, Fânețe de joasă altitudine (Alopecurus pratensis, Sanguisorba officinalis), Păduri pe pante, grohotișuri și ravene de Tilio-Acerion, Păduri aluvionare cu Alnus glutinosa și Fraxinus excelsior (Alno-Padion, Alnion incanae, Salicion albae).
La baza desemnării sitului se află mai multe specii protejate:
- amfibieni (1): izvoraș-cu-burta-galbenă (Bombina variegata)
- mamifere (2): castor (Castor fiber), vidră de râu (Lutra lutra)
- nevertebrate (4): Austropotamobius torrentium, Margaritifera margaritifera, Ophiogomphus cecilia, Unio crassus
- pești (4): zglăvoacă (Cottus gobio), Eudontomyzon mariae, boarță (Rhodeus amarus), câră (Sabanejewia balcanica)